# Emanuele Filippini
Emanuele Filippini (Brescia, 3 de juliol de 1973), és un exfutbolista Itàlia, que jugava a la posició de migcampista. Actualment és entrenador en les categories inferiors del Brescia Calcio

## Carrera
Va debutar a la Serie A el 31 d'agost de 1997 amb el Brescia Calcio contra el Inter, va debutar el mateix partit que el seu germà bessó: Antonio Filippini. Aquest és també un futbolista professional, a excepció de la temporada 2006-2007, van jugar sempre junts des del 1991, coincidint en un total de 7 equips diferents.

## Palmarès
- 1 Campionat de la Serie B amb el Palermo